# Протестантизам у Београду у Краљевини Југославији
Протестантизам у Београду у Краљевини Југославији сматра се златни добом у развоју ове верске конфесије, која је према попису из 1931. године, имала мешу немачком националном мањином која је бројала је 499.969 становника односно 3,5 одсто укупног становништва Краљевине Југославије, 10.471 верника колико их је живело у Београду.

## Историја
Прво насељавање протестаната на простор данашње Србије забележено је након повлачења Османлија, иако је инструкција аустријског цара Леополда I из 1687. године подразумевала дозволу насељавања области „јужно од Сегедина“ искључиво католичким поданицима. Даљи прилив досељеника из Моравске, немачких делова Чешке и других делова Хабзбуршког царства у Београд и Србију забележен је током такозване треће аустријске владавине 1790—1791. године. По стицању државне самосталности и кнежевске титуле, потврђене доношењем Хатишерифа 1830. године, кнез Милош Обреновић је почео да размишља о оснивању немачких колонија, и иницирао геолошка ископавања рударског инжењера Фон Хердера, у намери да тако подстакне долазак саксонских Немаца у Србију.
Прва немачка колонија са око двадесет породица стигла је 1839. године, а њено увећавање је већ 1840-тих година указало на могућност оснивања немачке евангеличке заједнице.
Према подацима из 1833. године, београдски евангелисти су за богослужење користили један стари турски објекат у тадашњој абаџијској улици (данас Краљице Наталије), који није био изворно сакралног карактера нити је у потпуности одговарао стварним потребама верника.
Београдска протестантска заједница развијала се независно од војвођанске. Она је била толико јака да је била ангажована само десет дана након доношења Указа којим се регулишу односи и верска права неправославних хришћана, лутерана и калвиниста, од 9. септембра 1853. године, да оснује Београдску протестантску општину. То је било у складу с намерама лутеранске Унутрашње мисије у Немачкој да интензивира верски и школски живот лутерана у дијаспори. Београд се у тим намерама показао као идеалан да постане један од дванаест „центара за душебрижништво у југоисточној Европи“.
На иницијативу пруског конзула Меронија кнез Михаило је, „поданицима вјероисповједанија аугсбургског“ дао на коришћење капелу у Улици Вука Караџића 7 (која је под именом „Лазарева црква“, првобитно је била подигнута за потребе католичке заједнице у Београду).

### Оснивање евангеличке црквене општине у Београду
Према писању Угарског посланика у Београду, 26. октобра 1911. године протестантска општина у Београду имала је у свом саставу Немце, Аустријанце, Мађаре, Швајцарце и Швеђане, као и да им је држава дала 3.000 динара на име помоћи. Лутерани су у том периоду представљали највећу протестантску групацију која је икада постојала на територији данашње Србије. Евангеличку вероисповест у Србији углавном су ширили припадници националних мањина (Немци, Мађари, Словаци). У периоду постојања Аустроугарске царевине словачки лутерани припадали су Евангеличкој аугзбургшкој исповедној цркви у Угарској, која је на црквеним службама користила немачки, словачки и мађарски језик.
Током Првог светског рата, Протестантска црквена општина изгубила је много својих чланова.
Након оснивања Краљевине Срба Хрвата и Словенаца, на основу Уговор о заштити мањина који је потписан између главних сила и Краљевине СХС и приложен уз 51. члан Сенжерменског уговора, представљао је једно од најважнијих националних питања, које је регулисано и у Уставу Краљецине СХС од 28. јуна 1921. године, на овај начин:
- у члану 4 Устав је проглашавао једнакост и равноправност свих грађана пред законом и гарантовао заштиту власти,
- док је члан 12 Устав гарантовао слободу вере и савести.

Тим уставним актом практично су под заштиту државе стављене све мањине, а обавеза државе је била да се о њима стара.
Уједињењем јужнословенских народа и формирањем 1919. године Краљевине Срба, Хрвата и Словенаца, Београд је постао престоница вишенационалне и вишеконфесионалне државе, у којој је паралелно деловао католицизам, православља, ислам, јудаизам и протестантизам.
На дан седамдесетпетогодишњице од оснивања евангеличке цркве у Београду 1929. године број верника био је 2.993. Немачка национална мањина била је бројно највећа мањина у Краљевини Југославији и према подацима из 1921. чинила је 4,22 одсто целокупног становништва. Према попису из 1931. године, немачка национална мањина бројала је 499.969 становника односно 3,5 одсто укупног становништва Краљевине Југославије, од којих је 10.471 живело у Београду.
Краљ Александар I Карађорђевић, иако је био је веран традицији старих српских владара и Српске православне цркве, он није занемаривао ни подршку другим вероисповестима, залажући се за њихов потпуно равноправан положај. То потврђује и податак да је 1930. године парламент Краљевине Југославије усвојио закон који је потврдио постојање све три струје у оквиру евангеличке цркве: немачку, словачку и реформаторску (калвинистичку) црквену организацију, предвидео слободу одржавања блиских односа са Евангеличком црквом у Немачкој, као и финансијску помоћ за њихово
деловање.

## Градња Евангеличких цркава у Београду
Изградња објекта за евангеличку заједницу у Београду може да се тумачи на више начина:
- Прво због политике верске толеранције краља Александра.
- Друго због политичких разлога, а у светлу чињенице да је још од почетка двадесетог века српским политичким, друштвеним и културним животом неприкосновено владао француски утицај, па је могуће да је немачка држава у подизању своје цркве у Београду видела један од начина ширења сопственог утицајног круга. На ово упућује и чињеница да се градња Евангелистичких цркава у Београду временски поклапа и с пропагандном кампањом за промоцију модела урбанизма и архитектуре Трећег рајха.[24][25]

### Евангеличка црква у Београду
Градња црквеног објекта за потребе немачких протестаната у Београду, по идејној замисли немачког архитекте Ота Бартнинга, водећег неимара евангелистичких здања у Европи, чију је разраду нацрта, типског у решењу, извео арх. Валериј Сташевски, отпочела је 20. августа 1940. године. Извођач је било техничко предузеће архитекте Милана Секулића. Темељи нове цркве свечано су освећени 20. октобра 1940. године у присуству угледних личности Београда. Објекат због поседовања својеврсне културноисторијске вредности и сведочења о постојању и деловању евангелистичке заједнице у међуратном периоду у Београду, проглашен за културно добро Београд.

### Евангеличка црква у Земуну
Евангеличка црква у Земуну саграђена је у улици Тошин бунар крајем 1920-их година, за потребе дела (протестантског) немачког претежно становника Земуна, међу којима су Немци протестанти и католици тада чинили око четвртину становништва.
Црква представља оригинално и ретко архитектонско остварење обликовано у доследно спроведеном модернистичком концепту. Њена културно-историјска и документарна вредност, огледа се у томе што сведочи о постојања и живљења једне хришћанске конфесионалне заједнице у периоду између два светска рата у Земуну.
Црква је служила својој намени од завршетка изградње (1926—1930) до краја Другог светског рата, када је престала да буде активна због исељавања немачког живља у Немачку. Једно време је црква била закатанчена а касније је служила као седиште месне заједнице и простор за друштвени и култуни живот младих Земуна. Упркос томе што су, још 2003. године, Евангеличка верска заједница и Општина Земун постигле договор да се црква врати верницима на коришћење, она и данас служи као пословни простор.
Црква је, крајем 2005. године, проглашена за споменик културе.